# Zschadraß
Zschadraß è una frazione del comune di Colditz in Sassonia,  Germania.
Appartiene al circondario (Landkreis) di Lipsia (targa L).
Già comune autonomo è stato incorporato nel comune di Colditz dal 1º gennaio 2011.